# 7257 Yoshiya
7257 Yoshiya eller 1994 AH1 är en asteroid i huvudbältet som upptäcktes den 7 januari 1994 av den japanska astronomen Takao Kobayashi vid Ōizumi-observatoriet. Den är uppkallad efter Yoshiya Watanabe.
Asteroiden har en diameter på ungefär 5 kilometer.